# Richard Kazadi Kamba
Richard Kazadi Kamba (* 6. Dezember 1964 in Lubumbashi, Demokratische Republik Kongo) ist ein kongolesischer Geistlicher und römisch-katholischer Bischof von Kolwezi.

## Leben
Richard Kazadi Kamba studierte nach dem Propädeutikum von 1986 bis 1989 Philosophie am Priesterseminar in Lubumbashi und von 1989 bis 1992 Theologie an der Université Catholique du Congo. Der Bischof von Mbujimayi, Tharcisse Tshibangu Tshishiku, spendete ihm 25. März 1992 in der Kirche Reine des Apôtres in Kinshasa die Diakonenweihe. Am 19. September 1992 empfing er durch Erzbischof Eugène Kabanga Songasonga das Sakrament der Priesterweihe für das Erzbistum Lubumbashi.
Bis 1994 war er in der Pfarrseelsorge tätig und erwarb in dieser Zeit an der Université Catholique du Congo das Lizenziat in Theologie. Im darauffolgenden Jahr war er Notar am Diözesangericht, Theologiedozent am Priesterseminar und Pfarrvikar an der Kathedrale von Lubumbashi. Von 1995 bis 1998 war er Hausgeistlicher und Seelsorger eines Altenheims in Kinshasa. In dieser Zeit erwarb er das Lizenziat in Philosophie und war Dozent für Katechetik am Priesterseminar Johannes XXIII. in Kinshasa. In den folgenden zehn Jahren war er zum Studium in Rom freigestellt. Von 1998 bis 2003 studierte er an der Päpstlichen Universität Gregoriana, an der er in Dogmatik promoviert wurde. Von 2004 bis 2006 schloss sich ein weiteres Promotionsstudium in Philosophie an der Päpstlichen Universität Antonianum an. Während seines Studienaufenthalts war er von 2000 bis 2007 auch Kaplan in Viterbo. Neben einer Gastprofessur an der theologischen Fakultät der Jesuiten in Abidjan war er von 2008 bis 2010 Subregens sowie Dozent für Theologie, Philosophie und soziale Kommunikation am Priesterseminar von Lubumbashi. Von 2010 bis 2012 leitete er die Kommission zur Vorbereitung der zweiten Diözesansynode des Erzbistums Lubumbashi und anschließend die Kommission zur Umsetzung der Beschlüsse dieser Synode. Von 2010 bis zu seiner Ernennung zum Bischof war er Sekretär und Pressesprecher der Bischofsversammlung der Kirchenprovinz von Lubumbashi. Seit 2019 war er zudem technischer Sekretär des Vorbereitungskomitees für den 3. nationalen Eucharistischen Kongress.
Am 11. Januar 2022 ernannte ihn Papst Franziskus zum Bischof von Kolwezi. Der Apostolische Nuntius in der Demokratischen Republik Kongo, Erzbischof Ettore Balestrero, spendete ihm am 7. Mai desselben Jahres die Bischofsweihe. Mitkonsekratoren waren der Erzbischof von Lubumbashi, Fulgence Muteba Mugalu, und sein Amtsvorgänger in Kolwesi, Nestor Ngoy Katahwa.